# Čečava
Čečava (szerbül: Чечава), település Bosznia-Hercegovinában, a Szerb Köztársaságban, Teslić községben.

## Fekvése
A település Bosznia-Hercegovina középső részének északi szélén, Dobojtól légvonalban 28, közúton 44 km-re nyugatra, községközpontjától légvonalban 13, közúton 21 km-re északnyugatra, a Mala Ukrina folyó medencéjében és a Javorova-hegység északi lejtőin, 286-441 méteres magasságban található. Északnyugaton Gornji Vijačani és Kulaši (Prnjavor község), északkeleten Osredci, Ljeb és Stanari (Stanari község), keleten Rastuša, Ukrinica és Osivica (Teslić község), délen Gornji Ranković és Pribinić (Teslić község) településekkel határos. A község közigazgatási központja a Čečavica-patak és a Mala Ukrina folyó medencéjében található. A település a Teslićet Dobojjal és Prnjavorral összekötő úton található. A bosznia-hercegovinai háború alatt ez volt az egyetlen út Teslićből Dobojba és onnan Szerbiába. Čečava fontosabb beosztott falvai: Stupe, Brđani, Gaj, Lokva, Petkovići, Plane, Potočani, Prodanovići, Rečani/Riječani, Savkovići, Stanojevići és Šušnjarani.

## Népessége
| Nemzetiségi csoport | Népesség 1991 | Népesség 2013 |
| ------------------- | ------------- | ------------- |
| Szerb               | 2503          | 1632          |
| Bosnyák             | 1             | 0             |
| Horvát              | 36            | 9             |
| Jugoszláv           | 54            | 0             |
| Egyéb               | 22            | 11            |
| Összesen            | 2616          | 1653          |

## Története
A „Crkvište” nevű lelőhelyen található régészeti leletek tanúsága szerint területe már az őskőkör óta lakott volt. Ezt igazolják az itt talált őskori telep és bronzkori tumulus maradványai.
A falu nevében a protoszláv „čečati” szó tövét sejtik, ami azt jelenti, hogy suhogni, gyorsan írni. Čečava számos helysége miatt, amelyek a „szurdok” (klanac) nevet viselik, úgy vélik, hogy a falu innen kapta a nevét. A 14. század első felében Boszniát II. István bosnyák bán uralta. 1323-ban elküldte Grgur Stipanić kenézt, hogy hozza el neki egy jegyesét a bolgár királytól, majd a feladat elvégzése után kiadott egy oklevelet, amelyben szolgálata fejében öt falut biztosít neki. Az adományozott öt falu között volt Čečva is. Ez Čečava első említése a történelmi dokumentumokban. Ehhez kapcsolódik az a legenda, hogy a čečvaiak úgy tartják, hogy a visszaúton Grgur átvitte a bán menyasszonyát Čečaván, és ott megpihentek. Plane falucskában, a Grualj-dombtól keletre (543 m tengerszint feletti magasságban) található a Kraljičina brdo, amely szerintük a kíséret pihenőhelye volt.
Čečava történetének következő fontos eseménye az 1690-es nagy szerb kivándorlás volt. Ekkor az osztrák-török háború pusztításai elől Čečava lakossága a mai Szlavóniába költözött. Čečavac és Čečavački Vučjak szerb falvak Slavonska Požega közelében találhatók. Brod közelében, a Száva folyó jobb partján is élnek „Čečavac” vezetéknevű családok. A település történetének további eseményeiről a 19. század elejéig nincs írásos dokumentum. Az 1933-1940 közötti időszakban. Stojan Stanković esperes írta meg a čečavskai plébánia krónikáját, melyben a neki szóban átadott 19. századi eseményeket rögzíti. A krónikát az 1952-1975 közötti időszakban valamivel kevésbé részletes formában írták tovább.
A szerb lakosságú település 1878-ig tartozott az Oszmán Birodalomhoz, ekkor a berlini kongresszus határozata alapján az Osztrák-Magyar Monarchia része lett. 1879-ben az első osztrák-magyar népszámlálás során a Tešanji járáshoz és Stanari községhez tartozó településnek 113 háztartása és 1020 ortodox szerb lakosa volt. 1910-ben a Tesanji járáshoz tartozó településen 211 háztartást, 1513 ortodox és 15 római katolikus lakost találtak. A monarchia szétesésével 1918-ban előbb a Szerb-Horvát-Szlovén Királyság, majd 1929-től a Jugoszláv Királyság része lett. 1921-ben a Tesanji járáshoz tartozó falunak 1440 lakosa volt, közülük 1420-an ortodox szerbek, 20-an pedig római katolikusok voltak. Az 1929-es törvény értelmében, amikor Bosznia-Hercegovinát négy banovinára, Drinskára, Vrbaskára, Zetskára és Primorskára osztották, a település a Vrbaska banovina része lett, amelynek székhelye Banja Luka volt. 
Jugoszlávia megszállása után a Független Horvát Állam (NDH) része lett. A második világháború után 1992-ig a település a szocialista Jugoszlávia keretében a Bosznia-Hercegovinai Népköztársaság része volt. A boszniai háborút lezáró daytoni békeszerződést követő területfelosztásnál a Szerb Köztársaság területéhez került.

## Infrastruktúra
A faluban postahivatal (irányítószám:74274), állatorvosi állomás, diszkó, több üzlet, kávézó és egyéb szerviz található. A község szeres típusa miatt igen hosszú helyi úthálózattal rendelkezik, melynek csak kis része van aszfaltozva. A közüzemi vízellátás kérdése nem megoldott, a lakosság nagy részét elsősorban kisebb vízellátó rendszerekről, helyi forrásokból látják el.

## Oktatás
- A „Jevrem Stanković” Általános Iskola elődjét 1882-ben alapították. Területi iskolái találhatók Ukrinica, Gradinski Kiseljak és Rastuša falvakban.[9][10]

## Nevezetességei
- A Legszentebb Istenanya Születése tiszteletére szentelt ortodox templomát 1865-ben építették.[11]

- Szent Prokopiusz tiszteletére szentelt ortodox temploma a Mala Ukrina bal partja felett áll.

- A Brđaniban található Mramorje nevű helyen, az Ukrina kiszélesedő völgye feletti dombon, egy középkori temető maradványai találhatók, hét, láda lakú stećak sírkővel.[4]

- A stanojevići Kamenje faluban levő középkori temetőben 27 darab stećak található.[4]

- Crkvina – középkori temető és templom maradványai az Ukrina feletti alacsony dombon. A temetőből 3 stećak maradt fenn, a többi megsemmisült. Kiásták itt egy kőből és téglából épített középkori épület maradványait is, melyet egy középkori templommal azonosítottak.[4]

- Crkvište – őskori telep és bronzkori tumulus maradványai. A dombtetőn egy nagyméretű tumulus található, melyben őskőkori kőszerszámokat találtak. A tumulus valószínűleg egy bronzkori hamvasztásos sír főlé épült. A leletek az i. e.14. – 12. századból származnak.[4]

- Čečava – középkori temető maradványai az Ukrina bal partján 3 darab fennmaradt stećak sírkővel. A késő középkori temetőt feltárták, de több mellékletet nem találtak.[4]

- Gaj-Čardačište – középkori temető maradványai. A hosszúkás dombtetőn halmok és 8 darab, szarkofág alakú stećak sírkő, valamint egyéb, szabálytalan alakú kövek találhatók.[4]

- A falu központjában található a partizántemető (1962), valamint a fasizmus áldozatainak emlékműve (1976), az 1941-1945-ös felszabadító háború harcosainak emlékműve és az „1992-1995-ös honvédő háború” elesett harcosainak emlékműve.[12] Živojin Preradović és Mira Jotanović mellszobra a falu központjában kapott helyet. A gornja čečavai általános iskolában emléktábla állt az elesett harcosok emlékére.

## Fordítás
- Ez a szócikk részben vagy egészben  a(z)   Чечава című szerb Wikipédia-szócikk ezen változatának fordításán alapul.  Az eredeti cikk szerkesztőit annak laptörténete sorolja fel. Ez a jelzés csupán a megfogalmazás eredetét és a szerzői jogokat jelzi, nem szolgál a cikkben szereplő információk forrásmegjelöléseként.